# Charlotte von Liegnitz-Brieg-Wohlau
Charlotte von Liegnitz-Brieg-Wohlau (* 2. Dezember 1652 in Brieg; † 24. Dezember 1707 in Breslau, Herzogtum Breslau) war eine deutsche Adlige. Sie war Herzogin von Liegnitz, Brieg und Wohlau und durch Heirat Herzogin von Schleswig-Holstein-Sonderburg-Wiesenburg.

## Leben

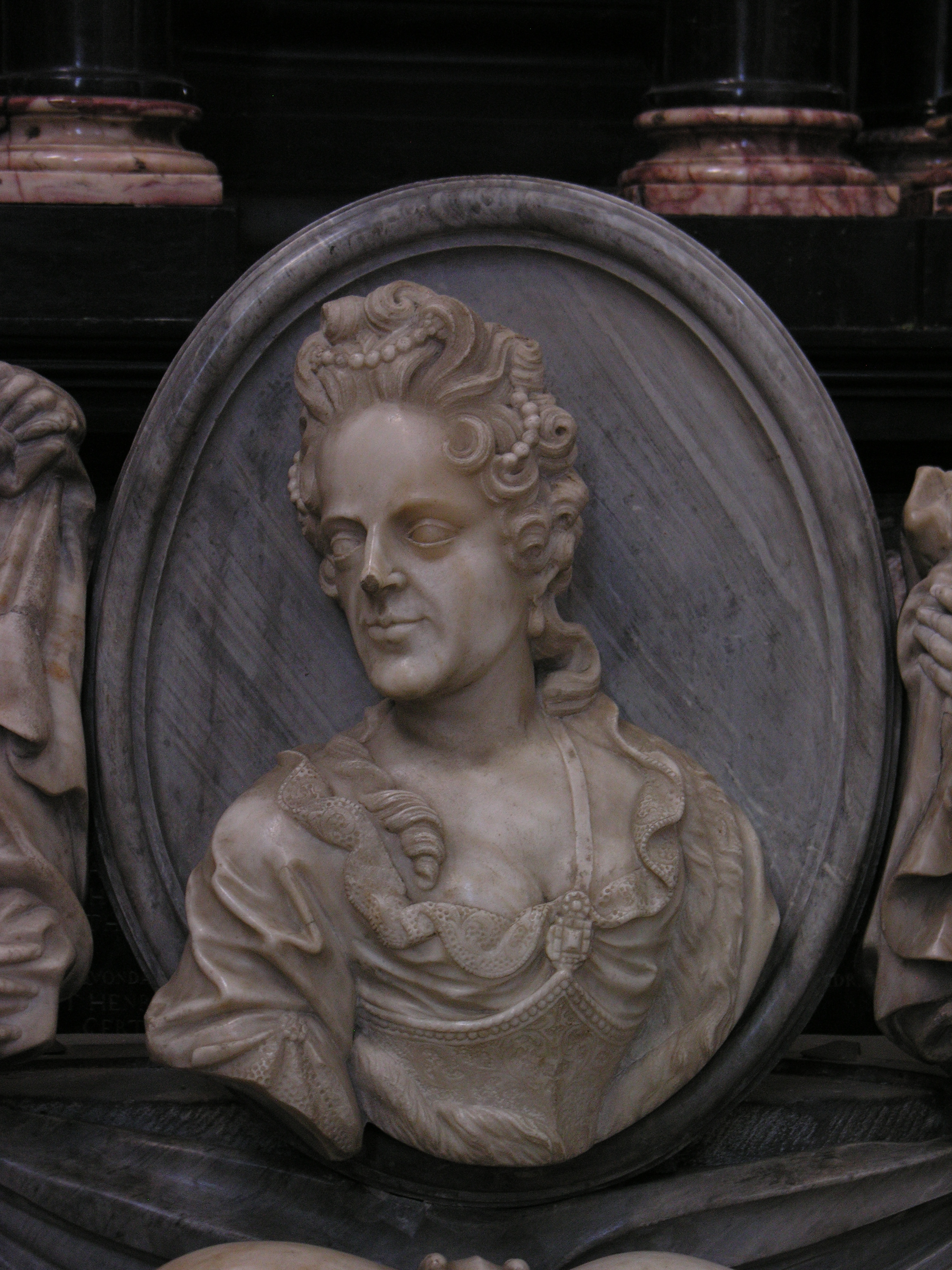
Grabmal in der Klosterkirche von Trebnitz

Ihre Eltern waren Herzog Christian von Liegnitz, Brieg und Wohlau und Luise von Anhalt, Tochter des Fürsten Johann Kasimir. Sie wurde calvinistisch erzogen.
Wenige Monate nach dem Tod ihres Vaters verheiratete sie sich am 14. Juli 1672 heimlich mit Herzog Friedrich von Holstein-Sonderburg-Wiesenburg (1651–1724), den sie Ende 1671 kennenlernte, als dieser auf der Durchreise nach Ungarn im Brieger Schloss ihrer Eltern einkehrte. Die Hochzeit fand ohne Wissen von Charlottes Mutter nachts im Brieger Schloss statt. Obwohl das Brautpaar protestantisch war, erfolgte die Trauung durch einen katholischen Priester. Durch die unstandesgemäße Heirat ihrer Tochter, die das Ansehen der Dynastie gefährdete, geriet Herzogin Luise in Schwierigkeiten. Schließlich hatte sie Charlotte ein Mitbestimmungsrecht bei der Wahl ihres Zukünftigen eingeräumt, was zuvor zu 16 abgelehnten Heiratsanträgen geführt hatte. Von ihren Beratern wurde ihr Versagen vorgeworfen, weshalb sie für eine Beendigung ihrer Regentschaft plädierten. Diese Umstände führten vermutlich auch dazu, dass Charlottes jüngerer Bruder Georg Wilhelm vorzeitig für volljährig erklärt wurde, damit er eigenständig die Regierung in den drei Fürstentümern übernehmen konnte.
Nach längeren Auseinandersetzungen wurde die Eheverbindung zwischen Charlotte und Herzog Friedrich mit einem förmlichen Ehevertrag vom 10. Mai 1673 legalisiert. Dieser Ehevertrag wurde am 15. Juli 1673 von Kaiser Leopold I. in seiner Eigenschaft als König von Böhmen, anerkannt. Am 12. Januar 1674 gebar Charlotte einen Sohn, der zum Dank den kaiserlichen Vornamen Leopold (1674–1744) erhielt.
Um 1687 konvertierte sie zum Katholizismus. Dies löste in ihrer Herkunftsregion einiges an Polemik aus, hatte doch ihre Dynastie als letzte Verteidigerin des Protestantismus in Schlesien gegolten. Allerdings kann dieser Schritt Charlottes über ihre persönlichen Motive hinaus auch als Spiegel der konfessionellen Gewichtsveränderung betrachtet werden.
Herzogin Charlotte, die in späteren Jahren getrennt von ihrem Mann und streng religiös lebte, starb 1707 in Breslau. Ihr Leichnam wurde ihrem Wunsch entsprechend zu Füßen ihrer Vorfahrin, der Heiligen Hedwig, in der Hedwigskapelle des Klosters Trebnitz bestattet. In dem von ihrer Mutter 1677–1679 gestifteten Mausoleum der Schlesischen Piasten in der Liegnitzer Johanniskirche ist sie in einer lebensgroßen Alabasterstatue dargestellt. Die Statue mit Aufschrift: „Spes ubi nostrae? / Wo bleibt nun unsere Hoffnung?“ wurde vom Bildhauer Mathias Rauchmiller geschaffen.
Charlotte war die letzte Herzogin aus dem Geschlecht der regierenden Schlesischen Piasten, das im männlichen Stamm bereits mit dem Tod ihres Bruders Georg Wilhelm I. 1675 nur noch in nicht-ehelichen Nachkommen existent war.